# Kim Peyton
Kimberly Marie Peyton (Hood River, 26 gennaio 1957 – Stanford, 13 dicembre 1986) è stata una nuotatrice statunitense.
Morì il 13 dicembre 1986 a 29 anni a causa di un tumore al cervello.

## Carriera
Assieme alle compagne Jill Sterkel, Wendy Boglioli e Shirley Babashoff ha vinto la medaglia d'oro ai giochi di Montreal 1976 nella staffetta 4x100 metri stile libero.

## Palmarès
- Giochi olimpici

Montreal 1976: oro nella 4 × 100 m stile libero.
- Mondiali di nuoto

Belgrado 1973: argento nella 4 × 100 m stile libero.
- Giochi Panamericani

Cali 1971: oro nei 200 m stile libero.
Città del Messico 1975: oro nei 100 m stili libero, nei 200 m stile libero, nella 4 × 100 m misti e nella 4 × 100 m stile libero.